# Maria Iwanicka
Maria Iwanicka ps. „Małgorzata” (ur. 19 stycznia 1916 w osadzie Tiotkino (Rosja), zm. 12 sierpnia 1943 w Suchej Rzeczce) – inżynier chemii, członkini RN-R Falanga, łączniczka-sanitariuszka, porucznik Konfederacji Narodu.

## Życiorys
Urodziła się 19 stycznia 1916 w rodzinie Wacława (inżynier technolog) oraz Zofii z domu Rodowicz. W 1923 wraz z rodziną wróciła do Polski, początkowo na Lubelszczyznę, a później do Inowrocławia. Zamieszkiwała w Warszawie. Od 1928 była absolwentką gimnazjum, im. Cecylii Plater-Zyberkówny, w której eksternistycznie w 1934 zdała maturę. Harcerka 6 Warszawskiej Żeńskiej Drużyny Harcerskiej, a także Sodalicji Mariańskiej oraz instruktorka Chorągwi Warszawskiej Organizacji Harcerek. Członkini Ruchu Narodowo-Radykalnego „Falanga”, a w związku z jej działalnością aresztowano ją 17 stycznia 1938 i więziono na Pawiaku, a następnie skazano na 8 miesięcy aresztu w zawieszeniu. W 1939 ukończyła Politechnikę Warszawską i otrzymała tytuł inżyniera chemii. Czynnie uczestniczyła w obronie Warszawy we wrześniu 1939 jako komendantka OPL bloków przy ul. Filtrowej. Podczas gaszenia pożarów doznała poparzeń, ale, mimo to oddawała krew rannym żołnierzom. W październiku 1939 została zaprzysiężona i pod ps. „Małgorzata” pełniła funkcję kurierki KG SZP-ZWZ na szlaku Warszawa-Lublin. W 1940 została łączniczką płk. Stanisława Tatara „Erazma” (szef Oddziału Operacyjnego KG ZWZ). Przeszła w listopadzie 1941 do „grupy ideowej” Głównego Biura Komendy Konfederacji Narodu (KN), a od maja 1942 działała w kierownictwie służby kobiet KN. Mianowana we wrześniu 1942 kierowniczką KN. Ukończyła w tym czasie podchorążówkę KN i kurs sanitarny. Jako łączniczka-sanitariuszka przydzielona została w końcu maja 1943 do działającego w północnej części województwa warszawskiego i w Puszczy Augustowskiej VIII Uderzeniowego Batalionu Kadrowego (UBK) KN (batalionem dowodził kpt. Julian Jagodziński „Stefan Pawłowski”). 31 maja wyjechała z Warszawy razem z Zofią Kobylańską do oddziału, który działał nad Bugiem. Podczas przejazdu zostały uprzedzone przez konduktora o „łapance”, wówczas wyskoczyły z pociągu. Dotarły do IV UBK i przeprawiły się na prawy brzeg rzeki. „Małgorzata” po dotarciu w Białostockie, razem z innymi łączniczkami w okresie czerwca i lipca 1943 pośredniczyła w utrzymywaniu kontaktów pomiędzy poszczególnymi grupami leśnymi UBK, które prowadziły akcje zbrojne przeciwko Niemcom. 13 lipca 1943 wyprawiła się z oddziałem „Pawłowskiego”, który liczył 22 żołnierzy do Prus Wschodnich. Wyruszyli znad Biebrzy w rejonie Tykocina przez Grzędy i lasy rajgrodzkie. Oddział dotarł do granicy 24 lipca w okolicach miasteczka Goldenau (Kopijki). Maria przez całą drogę przede wszystkim opiekowała się dowódcą, który był ciężko chory na gruźlicę. W nocy 25 lipca dokonali napadu na majątek Katrinfelde, a następnie wycofali się w głąb terytorium pruskiego. 3 sierpnia powrócili na teren Białostocczyzny, unikając oddziałów niemieckich, które chciały grupę zniszczyć. Dowódca pomimo choroby oraz ścigających ich żołnierzy niemieckich podjął decyzję o marszu na Litwę Kowieńską. 12 sierpnia oddział biwakujący w pobliżu wsi Okółek na brzegu Puszczy Augustowskiej, zdradzony przez miejscowego leśnika, wpadł w zasadzkę, która została urządzona przez żandarmerię niemiecką. Zginął jego dowódca, a Maria Iwanicka mimo odniesionej rany osłaniała wycofujący się oddział. Nie usłuchała wezwania do poddania się. Była ciężko ranna. Została wrzucona przez żandarmów na wóz i zawieziona razem z kilkoma innymi ujętymi rannymi żołnierzami na posterunek w Suchej Rzeczce znajdującym się nad jeziorem Serwy. Odmówiła zeznań, więc przez kilka godzin znęcali się nad nią i zamordowali w tym samym dniu.
W Suchej Rzeczce nad jeziorem Serwy wzniesiono po wyzwoleniu obelisk, na którym m.in. wymienione jest jej nazwisko, a 30 sierpnia 1966 we wsi Serwy nad jeziorem Serwy otwarto szkołę im. Marii Iwanickiej (obecnie już nie istniejącą), którą ufundowali pracownicy Stowarzyszenia PAX.
Ojciec Marii, Wacław Iwanicki był inżynierem technologiem i pochodził z Chełmszczyzny. Dyrektor cukrowni w Tiotkino, a później w Inowrocławiu, a rodzinę osierocił w 1933. Matka Zofia była właścicielką willi pod Warszawą oraz zaangażowana w konspiracji (Oddział II KG AK). Jej młodszy brat Stanisław Iwanicki (1927-1944), kpr. 4 kompanii Zgrupowania „Bartkiewicz”, poległ 4 sierpnia także w Powstaniu Warszawskim.
Pośmiertnie została mianowana porucznikiem.

## Ordery i odznaczenia
- Krzyż Srebrny Orderu Virtuti Militari – pośmiertnie[5]
- Krzyż Walecznych – pośmiertnie